# Disasterina ceylanica
Disasterina ceylanica is een zeester uit de familie Asterinidae.
De wetenschappelijke naam van de soort werd in 1888 gepubliceerd door Ludwig Döderlein.